# Saint-Pardoux-le-Vieux
 Saint-Pardoux-le-Vieux  (en occitano Sent Pardos lo Vielh) es una comuna y población de Francia, en la región de Lemosín, departamento de Corrèze, en el distrito de Ussel y cantón de Ussel-Ouest.
Su población en el censo de 2008 era de 284 habitantes.
Está integrada en la Communauté de communes Ussel-Meymac-Haute-Corrèze .

## Demografía
| 228 | 229 | 208 | 218 | 185 | 239 | 284 |
| Para los censos de 1962 a 1999 la población legal corresponde a la población sin duplicidades (Fuente: INSEE [Consultar]) |     |     |     |     |     |     |